# Der Schimmelreiter (1934)
Der Schimmelreiter ist ein 1933 gedrehter deutscher Spielfilm von Hans Deppe und Curt Oertel nach der gleichnamigen Novelle von Theodor Storm. Die männliche Hauptrolle spielt Mathias Wieman als Hauke Haien.

## Handlung
Hauke, Sohn eines Landvermessers und Kleinbauern, ist von der See und von den Deichen fasziniert. Als er Knecht beim örtlichen Deichgrafen Tede Volkerts wird, interessiert er sich mehr für dessen Aufgabe als Deichgraf als für die Arbeit in den Ställen. Hiermit macht er sich bei Ole Peters, dem Großknecht, unbeliebt. Hauke verliebt sich in die Tochter des Deichgrafen, Elke. Als sie nach dem Tod ihrer Väter heiraten, wird Hauke neuer Deichgraf. Den Anwohnern erscheint der neue Deichgraf unheimlich. Sie argwöhnen, er sei mit dem Teufel im Bunde. Anstatt den heidnischen Bräuchen der Anwohner zu folgen, baut Hauke einen neuen, weniger steilen Deich. Doch eine Flut führt zur Katastrophe. Hauke muss mit ansehen, wie die Wassermassen seine Frau unter sich begraben. In seiner Verzweiflung stürzt er sich ebenso in die Wassermenge, die das Land überflutet.

## Produktion
Der Film wurde von der R. Fritsch-Produktion GmbH (Berlin) unter der Aufnahmeleitung von Kurt Heinz produziert. Die Bauten stammen von Gabriel Pellon. Die Dreharbeiten fanden in Husum und Nordfriesland statt. Der Film wurde am 12. Januar 1934 in Hamburg uraufgeführt. Die Erstsendung im Fernsehen war am 19. März 1956. Am 12. November 1987 wurde der Film im Ersten Programm des Fernsehens der DDR gezeigt.

## Rezeption
Die Zeitschrift Daheim – ein deutsches Familienblatt mit Illustrationen schrieb 1934 über den Film: „Dieser Film ist sehr zeitgemäß. ‚Blut und Boden‘ heißt sein Inhalt, der Führergedanke lebt darin“. Der Film gehört zu den ersten Propagandafilmen im Nationalsozialismus. Gleichwohl wurde er nach dem Zweiten Weltkrieg nicht verboten und ist mit einer FSK-Freigabe ab 6 Jahren im allgemeinen Vertrieb.